# تحالف الكنديين اليهود
تحالف الكنديين اليهود (ACJC) هي منظمة يهودية تأسست في كندا في عام 2005 كائتلاف من اليهود الكنديين الذين ينتقدون سياسات الحكومة الإسرائيلية، وخاصة تجاه الفلسطينيين.
تشكّل تحالف الكنديين اليهود كرد فعل على ادعاء إسرائيل أنها تتحدث باسم الشعب اليهودي في جميع أنحاء العالم، وأن أولئك اليهود الذين يمتلكون رؤية مغايرة لمرا تراه إسرائيل يجب عليهم أن يُعبروا عن أنفسهم علنًا ويُقدّموا وجهات نظرهم للعالم.

## التاريخ
تشكّل تحالف الكنديين اليهود في عام 2005 من مجموعة من المنظمات والحركات اليهودية اليسارية في كندا ليطرح نفسه كبديل عن الكونجرس اليهودي الكندي، والذي يتألف من مجموعة شاملة من المنظمات اليهودية المؤيدة لإسرائيل في كندا. أراد التحالف أن يطرح وجهة نظر مغايرة مؤيدة للقضية الفلسطينية، ويوحد أصوات اليهود الكنديين المعارضين لسياسات الحكومة الإسرائيلية في الأراضي الفلسطينية.
دافع تحالف الكنديين اليهود في حزيران (يونيو) عام 2006 عن قرار الاتحاد الكندي للموظفين العموميين بمقاطعة إسرائيل على الرغم من إدانة الكونجرس اليهودي الكندي لموقف اتحاد الموظفين العموميين الكنديين بالمقاطعة، فاستشهد رئيس الاتحاد الكندي للموظفين العموميين في مقاطعة أونتاريو سيد رايان بدعم تحالف الكنديين اليهود أثناء الدفاع عن نقابته ضد تهم معاداة السامية. حاول تحالف الكنديين اليهود بعد ذلك الانضمام إلى الكونجرس اليهودي الكندي في عامي 2006 و2007، إلا أن طلبه قوبل بالرفض المبدئي في آب (أغسطس) 2006 بسبب موقفه السابق من إسرائيل، وعلل الكونغرس اليهودي الكندي موقفه بأنه لا يمكن لأي منظمة عضو في الكونغرس اليهودي الكندي أن تدعم المقاطعة الاقتصادية لدولة إسرائيل، كما لا يُمكن للكونغرس الموافقة على الصياغة العامة التي يُعلنها تحالف الكنديين اليهود والتي تصف طبيعة دولة إسرائيل باعتبارها دولة فصل عنصري. في وقت لاحق قدم أستاذ القانون مايكل ماندل طلب استئناف على قرار الرفض بالنيابة عن تحالف الكنديين اليهود، وبعدما أعاد المسؤولون الوطنيون في الكونغرس اليهودي الكندي مراجعة الطب تم رفض طلب الانضمام مرة أخرى. علق إبراهام فايتسفيلد السكرتير الإداري لتحالف الكنديين اليهود على قرار رفض طلب الانضمام قائلًا أن الكونغرس اليهودي الندي أصبح تحت سيطرة قوى طائفية، وواصفًا رفض إدراج جميع الاتجاهات في المجتمع اليهودي باعتباره محاولة غير مجدية لتهميش المعارضة اليهودية المتزايدة لسلوك إسرائيل والطابع الحصري للدولة الإسرائيلية. انتقد إبراهام ويزفيلد السكرتير الإداري لتحالف الكنديين اليهود أيضًا القرار الذي أعلنه الكونغرس اليهودي الكندي في حزيران (يونيو) 2007 بوقف ممارسة إجراء انتخابات مباشرة لمجلس إدارتها، وأشار إلى أن 25٪ من مقاعد المجلس أصبحت محجوزة مسبقًا للمجلس الكندي للدفاع عن إسرائيل واليهود، الذي وصفه السكرتير الإداري بأنه يقدم "دعمًا غير مشروط لإسرائيل بغض النظر عما تفعله.
أشار أستاذ الفلسفة البريطاني بريان كلوغ في مقالته التي أعلن فيها عن تشكيل منظمة أصوات يهودية مستقلة، وهي منظمة تضم مجموعة من اليهود البريطانيين البارزين الذين يتبنون مواقف مخالفة لموقف قيادة الجالية اليهودية بشأن إسرائيل، إلى تحالف الكنديين اليهود باعتباره واحدًا من عدة مجموعات يهودية مماثلة لمجموعة أصوات يهودية مستقلة على المستوى الدولي، وأن تلك المجموعات تواجه نفس المناخ ويتخذون خطوات مماثلة لجعل أصواتهم مسموعة في العالم.
أعلن تحالف الكنديين اليهود عن تأييده الكامل للقانون الدولي، بينما عارض جميع أشكال العنصرية، والتي من بينها معاداة السامية وكراهية الإسلام، ورغب في مواجهة الرأي القائل بأن أي انتقاد لسياسات الحكومة الإسرائيلية والعسكرية يعتبر سلوكا عنصريًا بشكل تلقائي. عارض تحالف الكنديين اليهود الاحتلال الإسرائيلي للضفة الغربية وقطاع غزة وجميع الأراضي الفلسطينية التي استولت عليها إسرائيل بدءًا من عام 1967. بينما أيد التحالف في مؤتمره التأسيسي المبدأ الآتي:
- لا يوجد أي مبرر لأي شكل من أشكال العنصرية، مثل معاداة السامية أو العنصرية ضد العرب أو الإسلاموفوبيا، تحت أي ظرف من الظروف. إن المعركة ضد معاداة السامية أمر حيوي وهو ما يتم تقويضه تمامًا كلما وُصفت معارضة سياسات الحكومة الإسرائيلية بأنها معاداة للسامية. نسخة محفوظة 8 أغسطس 2008 على موقع واي باك مشين.

## المبادئ التأسيسية العامة للتحالف
أعلن تحالف الكنديين اليهود في مؤتمره التأسيسي المبادئ التالية:
- مثلنا في التحالف مثل اليهود في أي مكان، نحن أيضًا نشعر بقلق بالغ حيال إسرائيل والتوجه الذي سلكته حكومتها، خاصة في السنوات الأخيرة، لكننا مهتمون أيضًا بكيفية تأثير الصراع الإسرائيلي الفلسطيني على اليهود في كندا.
- نعتقد أن لإسرائيل الحق في الوجود داخل حدود ما قبل عام 1967، ولكن ينبغي لها إخلاء الأراضي المحتلة للسماح للفلسطينيين بإقامة مجتمع قابل للحياة ومستقل وديمقراطي وعادل يعيش في سلام ووئام مع إسرائيل المتجددة.
- نعتقد أن على اليهود الإسرائيليين أن يتعلموا الحياة في تعايش سلمي وتعاوني مع الفلسطينيين. وبناء على ذلك، سيعمل التحالف على تعزيز الجماعات والبرامج التي تدعم مثل هذه الأهداف وكذلك مبدأ المصالحة بين اليهود والمسلمين والمسيحيين.
- نعتقد أن حكومة كندا يجب أن تقدم دعما قويا للأمم المتحدة وقراراتها وأن تتبع سياسة عادلة فيما يتعلق بنزاع الشرق الأوسط.
- يؤمن أعضاء التحالف بمستقبل الجاليات اليهودية المتمركزة في كندا، والتي ينظمها يهود كنديون، وتعمل لصالحنا. على الرغم من أن إسرائيل ستظل دائمًا مصدر قلق مهم بالنسبة لنا، إلا أننا لا نوافق بالضرورة على جميع السياسات التي تتبعها إسرائيل. في الواقع، نحن نعتقد أن اليهود الكنديين يجب أن يكونوا أحرارًا في التعبير عن أي خلافات لديهم مع الحكومة الإسرائيلية.
- يرغب التحالف في استعادة التراث الكندي اليهودي المتمثل في تبني القضايا التقدمية والتضامن معها.[6]

## المؤتمر الوطني
نظم تحالف الكنديين اليهود في الفترة ما بين يومي 28-30 أذار (مارس) عام 2008 مؤتمرا وطنيا للكنديين اليهود المستقلين تحت رئاسة الكاتبة الكندية نعومي كلاين بصفتها المتحدث الرسمي لتحالف الكنديين اليهود. أعقب هذا المؤتمر انشقاق عدد من أعضاء التحالف ليكونوا معا منظمة أصوات يهودية مستقلة في كندا، بينما استمر عدد من أعضاء التحالف الآخرين كأعضاء في المنظمة تحت قيادة العضو المؤسس إبراهام فايتسفيلد.

## أبرز المواقف والقضايا

### قضية بناي بريث
في عام 2007، انتقد تحالف الكنديين اليهود بشدة مؤسسة بناي بريث في كندا لدعمها الشهادات الأمنية التي تستخدمها الحكومة الفيدرالية الكندية لاحتجاز وترحيل غير المواطنين الكنديين دون أوامر قضائية أو إجراءات جنائية. فبحسب تصريحات عضوة التحالف ديانا رالف كانت بناي بريث تنتهز كل فرصة للتراجع بحزم عن مبادئ حقوق الإنسان الأساسية. كما ذكر البيان الصحفي الصادر عن تحالف الكنديين اليهود والذي نُشر على موقع كاناديان دايمنشن أنه "من المفارقات أن تدافع مؤسسة بناي بريث عن قانون مشابه جدًا للقانون الذي استعمله النازيون ضد اليهود باسم الأمن القومي، لدرجة أن شهادة هيرمان جورينج في محاكمات جرائم الحرب في نورمبرغ كانت تتضمن مزاعم شبيهة بموقف بناي بريث بشأن الشهادات الأمنية.

### قضية نورمان فينكلشتاين
في عام 2007، احتج إبراهام وايزفيلد بصفته السكرتير الإداري لتحالف الكنديين اليهود، على رفض جامعة دي بول تعيين عالم السياسة الأمريكي نورمان فنكلشتاين كأستاذ بالجامعة بسبب تأييده للفلسطينيين. وكتب وايزفيلد في رسالة بريد إلكتروني إلى رئيس جامعة دي بول قائلًا: 
إن جامعتك فقدت باحثًا من الطراز العالمي ومعلمًا يحظى بإعجاب كبير في عملية ثابتة ملوثة بضغوط خارجية تهدف إلى إغلاق مجال النقاش الأكاديمي. 
أشاد تحالف الكنديين اليهود بنورمان فينكلشتاين إذ رأوا أنه ميز نفسه كعالم دقيق من خلال كتبه التي قرأها على نطاق واسع، كما وثق وأثار قضايا مهمة تتعلق بانتهاكات الحكومات الإسرائيلية لحقوق الإنسان والقانون الإنساني في إسرائيل وفلسطين، وهو ما يُعتبر بمثابة خدمة يجب أن تنال التقدير لقضية خلق فهم لقضايا حقوق الإنسان وتعزيز أفكار السلام والعدالة.